# ヨハン・アントン・アンドレ
ヨハン・アントン・アンドレ（Johann Anton André, 1775年10月6日 - 1842年4月6日）は、ドイツの作曲家、音楽出版者。モーツァルト研究によってよく知られている。

## 生涯
アンドレはオッフェンバッハ・アム・マインに生まれた。作品にはオペラ、交響曲、ミサ曲、リートなどに加えて2巻にわたる未完の『Lehrbuch der Tonsetzkunst』（作曲法の教本）がある。1799年にモーツァルト未亡人のコンスタンツェから大量の自筆原稿（Mozart-Nachlass）を購入、オッフェンバッハに持ち帰った。270以上の自筆譜の中には、オペラ『フィガロの結婚』『魔笛』、弦楽四重奏曲集や弦楽五重奏曲集、複数のピアノ協奏曲に『アイネ・クライネ・ナハトムジーク』も含まれていた。これらの自筆譜を元にアンドレ出版社がモーツァルト作品の非常に名高い版を整えて刊行し、それが初版となった作品も数多くあった。この功績により、アンドレは「モーツァルト研究の父」と称されるようになる。それまで名前のなかったモーツァルトのジングシュピールに『ザイード』と名付けたのはアンドレであった。父のヨハン・アンドレはモーツァルトがこのジングシュピールの作曲を開始する以前に、同じテクストを音楽に合わせていた。
会社の成功は1799年のミュンヘンでアンドレがリトグラフの発明者であるアロイス・ゼネフェルダーに出会うに至って決定的となった。ゼネフェルダーはアンドレとの協業に合意、この新しい印刷技術を初めて音楽出版に適用する権利をアンドレの会社に認めた。リトグラフで印刷された最初の楽譜はアンドレ自身のオペラ『Die Weiber von Weinsberg』であり、1800年に刊行された。アンドレは1839年に息子のヨハン・アウグスト・アンドレ（1817年-1887年）に事業を譲渡している。
アンドレはオッフェンバッハ・アム・マインに没した。